# 시나노 철도 기타시나노선
기타시나노선(일본어: 北しなの線, きたしなのせん)은 시나노 철도의 철도 노선이다. 일본 나가노현 나가노시에 위치한 나가노역과 니가타현 묘코시에 위치한 묘코코겐역을 잇는다.

## 역사
- 2015년 3월 14일: 호쿠리쿠 신칸센 나가노 ~ 가나자와 구간 연장 개통에 따라 동일본 여객철도(JR 동일본) 신에쓰 본선으로부터 이관.

## 운행 형태
기본적으로는 나가노 ~묘코코겐 구간을 왕복 운행된다. 시나노 철도선으로 직결 운행하는 열차도 있다.
나가노 ~ 도요노 구간은 이야마 선 열차도 운행된다.

## 차량
- 115계 전동차
- 키하110계 동차(이야마 선 직결 운행 열차)

## 역 목록
| 역 이름    | 일본어 이름 | 역간 거리 (km) | 영업 거리 (km) | 접속 노선                                                                  | 소재지          | 소재지          | 소재지          |
| ---------- | ----------- | -------------- | -------------- | -------------------------------------------------------------------------- | --------------- | --------------- | --------------- |
| 나가노     | 長野        | -              | 0.0            | 동일본 여객철도(JR) ■ 호쿠리쿠 신칸센 JR 신에쓰 본선 나가노 전철 나가노 선 | 나가노현        | 나가노시        | 나가노시        |
| 기타나가노 | 北長野      | 3.9            | 3.9            |                                                                            | 나가노현        | 나가노시        | 나가노시        |
| 산사이     | 三才        | 2.9            | 6.8            |                                                                            | 나가노현        | 나가노시        | 나가노시        |
| 도요노     | 豊野        | 4.0            | 10.8           | ■ JR 이야마 선                                                             | 나가노현        | 나가노시        | 나가노시        |
| 무레       | 牟礼        | 7.8            | 18.6           |                                                                            | 나가노현        | 가미미노치군    | 이즈나정        |
| 후루마     | 古間        | 6.5            | 25.1           | 시나노정                                                                   | 나가노현        | 가미미노치군    |                 |
| 구로히메   | 黒姫        | 3.8            | 28.9           | 시나노정                                                                   | 나가노현        | 가미미노치군    |                 |
| 묘코코겐   | 妙高高原    | 8.4            | 37.3           | 에치고토키메키 철도 묘코 하네우마 라인                                     | 니가타현 묘코시 | 니가타현 묘코시 | 니가타현 묘코시 |